# قرار مجلس الأمن التابع للأمم المتحدة رقم 11
اعتمد قرار مجلس الأمن التابع للأمم المتحدة رقم 11 في 15 نوفمبر 1946، قرر الشروط المنصوص عليها في الفقرة 2 من المادة 93 من ميثاق الأمم المتحدة والتي ستُقبَل سويسرا بموجبها في محكمة العدل الدولية.

## روابط خارجية
- نص القرار في undocs.org